# Zink-koolstofcel

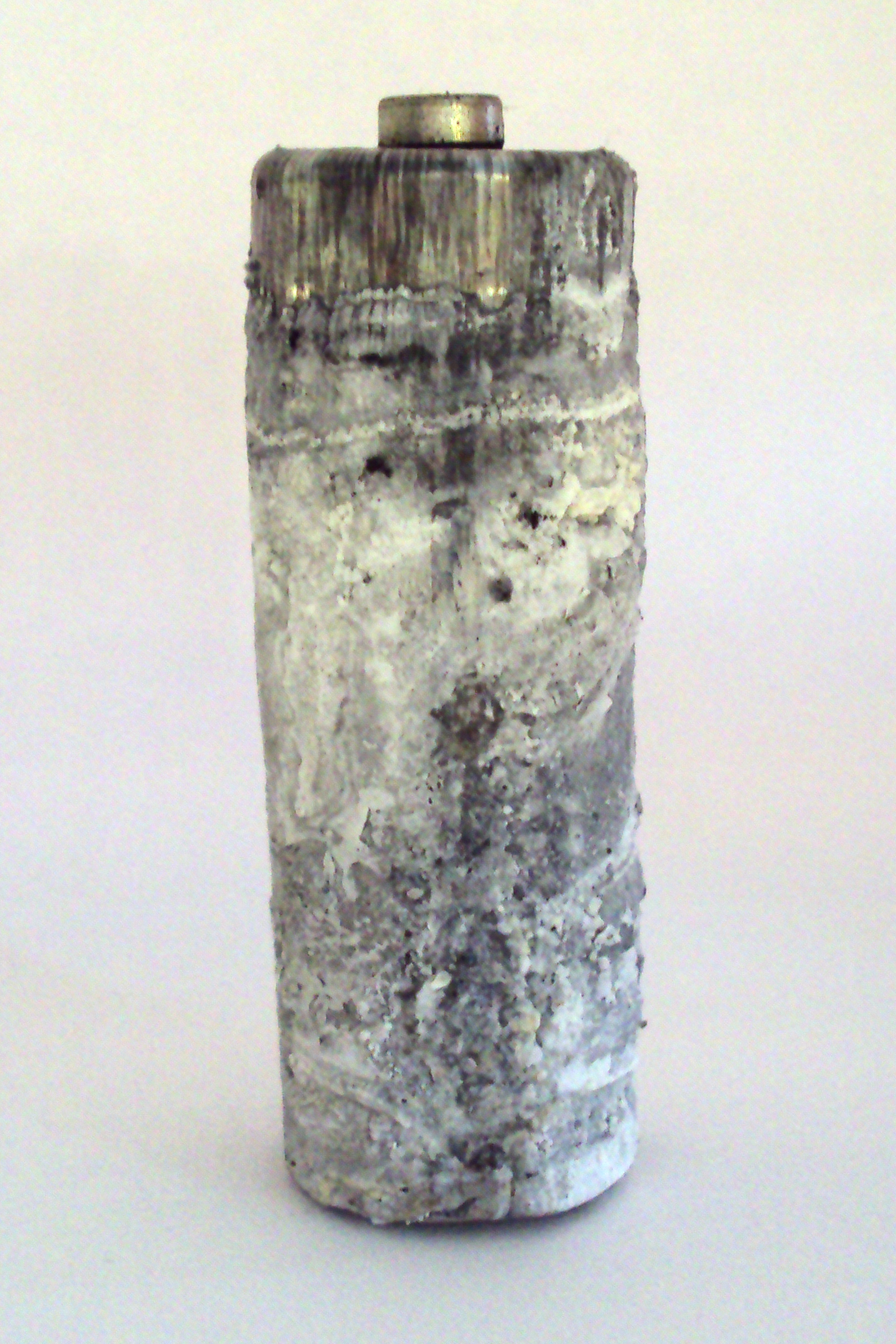
Corrosie bij een zink-koolstofcel door het lekken van de elektrolyt ammoniumchloride. Hierbij ontstaat het witte en corrosieve zinkchloride dat aan de buitenzijde van de batterij te zien is.

Een Zink-koolstofcel is een bekend type batterij.
De batterij wordt gebruikt in afstandsbedieningen, wekkers en zaklantaarns. De positieve elektrode (kathode) is een bruinsteenmassa, met een centrale grafietstaaf als geleider. Bruinsteen (mangaan(IV)oxide) voorkomt de vorming van belletjes waterstofgas, die de stroomgeleiding hinderen. De elektrolyt is onder andere een salmiakzout of zinkchlorideoplossing. De negatieve elektrode (anode) is een omhulsel uit zink.
Ze geeft nominaal een spanning van 1,5 volt. Als een hogere spanning nodig is, moeten meerdere ervan in serie geschakeld worden. De batterij is niet oplaadbaar, doordat de chemische reactie onomkeerbaar is. De zink-koolstofcel is een droge batterij en is de opvolger van het leclanché-element, dat ook een droge-cel batterij was. Tegenwoordig wordt de zink-koolstofcel veelal vervangen door de alkalinebatterij die 3,5 keer meer energie levert.

## Chemische reactie
Aan de negatieve pool zal het zink oxideren en de elektrolyt ingaan. Hierbij staat het twee elektronen af:
{\displaystyle {\ce {Zn -> Zn^2+ + 2e-}}}
Aan de positieve pool zal reductie plaatsvinden, waarbij het mangaan(IV)oxide als depolarisator optreedt en het waterstofgas oxideert tot water. Mangaan wordt gereduceerd:
{\displaystyle {\ce {2MnO2 + 2H^+ + 2e- -> Mn2O3 + H2O}}}
De waterstofionen zijn afkomstig van de elektrolyt (ammoniumchloride):
{\displaystyle {\ce {NH4+ -> NH3 + H+}}}
De vrijgekomen ammoniak-moleculen complexeren daarbij met de zinkionen:
{\displaystyle {\ce {Zn^2+ + 2NH3 -> [Zn(NH3)2]^2+}}}
De totale vergelijking is dan:
{\displaystyle {\ce {Zn + 2MnO2 + 2NH4Cl -> Mn2O3 + [Zn(NH3)2]Cl2 + H2O}}}

## Lekkage
Het is belangrijk dat een lege batterij zo snel mogelijk uit het apparaat gehaald moet worden. De reden is dat het zinken omhulsel langzaam opgelost wordt in de elektrolyt en dat er na verloop van tijd gaten kunnen ontstaan, waar het corrosieve zinkchloride uitlekt. Hetzelfde geldt wanneer dit type batterijen lange tijd niet gebruikt wordt, doordat het ammoniumchloridezuur het zink continu aantast en zal oplossen.

## Klein chemisch afval
Lege zink-koolstofbatterijen behoren – net als alle andere batterijen – tot het klein chemisch afval (kca) en mogen dus niet in de huishoudelijke afvalbak of in de natuur weggegooid worden. Ze dienen teruggebracht te worden naar de detailhandel waar ze gekocht zijn of naar een gemeentelijk inzamelpunt.
Op deze wijze komen ze niet in het leefmilieu terecht en kunnen uit de gebruikte batterijen en accu's de milieugevaarlijke en herbruikbare stoffen gehaald worden.